# Friedhof Pipping

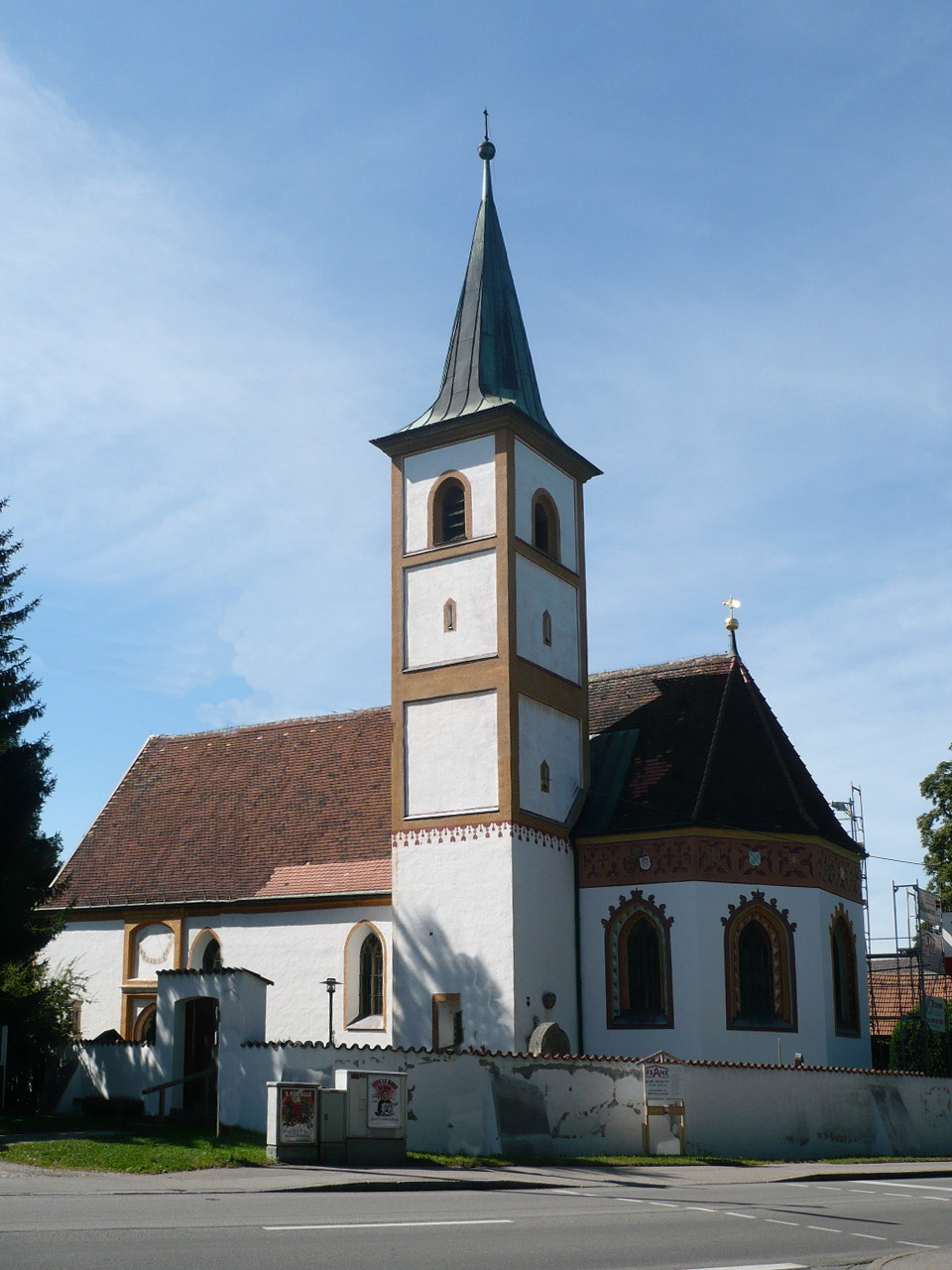
Der Friedhof Pipping von außen mit der Kirche St. Wolfgang und der Friedhofsmauer.

Der Friedhof Pipping ist ein Kirchenfriedhof, der die Kirche St. Wolfgang umgibt und von einer Mauer umrahmt ist. Er befindet sich an der Pippinger Str. 49a, wo einst das Zentrum des alten Dorfkerns Pippings war. Heute gehört Pipping zum Stadtteil Obermenzing im Westen Münchens. Während einer aufwändigen Sanierung des Kirchengebäudes zwischen 2008 und 2011 wurde das Niveau des Friedhofs abgesenkt. Dabei wurden auch die Friedhofsmauer aufgemauert und neu verputzt sowie die Außenanlagen umgestaltet. (Wissenschaftler, Grab: Mauer 15), Joseph Flossmann (Bildhauer, Grab: Mauer 17) und Wolfgang Znamenacek (Maler, Grab: Mauer 16). 